# Sara Pinciroli
Sara Andrea Pinciroli (Busto Arsizio, 1º ottobre 1980) è un'ex ginnasta italiana.

## Biografia
Nata nel 1980 a Busto Arsizio, in provincia di Varese, a 15 anni ha partecipato ai Giochi olimpici di Atlanta 1996, nel concorso a squadre insieme a Bocchini, Marino, Papi, Rovetta e Tinti, non riuscendo a qualificarsi alla finale a 6, arrivando al 7º posto nelle qualificazioni con 38.016 punti.
Dopo il ritiro è diventata allenatrice, guidando la Ritmica Castellanza.